# Ministero degli affari esteri (Danimarca)
Il Ministero degli affari esteri (in danese: Udenrigsministeriet) è un dicastero del governo danese responsabile delle relazioni internazionali del Regno di Danimarca, perciò si occupa dei rapporti con organizzazioni internazionali come il Consiglio nordico, l'Unione europea e il Consiglio artico e delle relazioni bilaterali con altri Stati. Dal 1993 è inclusa nel dicastero la posizione di Ministro della cooperazione per lo sviluppo, delega distinta da quella agli affari esteri.
L'attuale ministro degli affari esteri è Lars Løkke Rasmussen, in carica dal 15 dicembre 2022, mentre il ministro della cooperazione per lo sviluppo è Flemming Møller Mortensen, in carica dal 19 novembre 2020.

## Elenco dei ministri
| Ministro            | Ministro       | Ministro                                        | Partito                        | Governo               | Mandato           | Mandato           | Sovrano       |
| Ministro            | Ministro       | Ministro                                        | Partito                        | Governo               | Inizio            | Fine              | Sovrano       |
| ------------------- | -------------- | ----------------------------------------------- | ------------------------------ | --------------------- | ----------------- | ----------------- | ------------- |
|                     |                | Frederik Markus Knuth (1813-1856)               | Indipendente                   | Moltke I              | 22 marzo 1848     | 16 novembre 1848  | Federico VII  |
|                     |                | Adam Wilhelm Moltke (1785-1864)                 | Indipendente                   | Moltke II             | 16 novembre 1848  | 6 agosto 1850     | Federico VII  |
|                     |                | Holger Reedtz (1800-1857)                       | Indipendente                   | Moltke IIMoltke III   | 6 agosto 1850     | 18 ottobre 1851   | Federico VII  |
|                     |                | Christian Albrecht Bluhme (1794-1866)           | Indipendente                   | Moltke IV             | 18 ottobre 1851   | 12 dicembre 1854  | Federico VII  |
| Bluhme I            |                | Christian Albrecht Bluhme (1794-1866)           | Indipendente                   |                       | 18 ottobre 1851   | 12 dicembre 1854  | Federico VII  |
| Ørsted              |                | Christian Albrecht Bluhme (1794-1866)           | Indipendente                   |                       | 18 ottobre 1851   | 12 dicembre 1854  | Federico VII  |
|                     |                | Wulff Scheel-Plessen (1809-1876)                | Indipendente                   | Bang                  | 12 dicembre 1854  | 15 gennaio 1855   | Federico VII  |
|                     |                | Ludvig Nicolaus von Scheele (1796-1874)         | Indipendente                   | BangAndræ             | 15 gennaio 1855   | 17 aprile 1857    | Federico VII  |
|                     |                | Ove Wilhelm Michelsen (1800-1880)               | Indipendente                   | Andræ Hall I          | 17 aprile 1857    | 10 luglio 1858    | Federico VII  |
|                     |                | Carl Christian Hall (1812-1888)                 | Partito Nazionale Liberale     | Hall I                | 10 luglio 1858    | 2 dicembre 1859   | Federico VII  |
|                     |                | Carl Frederik Blixen-Finecke (1822-1873)        | Indipendente                   | Rotwitt               | 2 dicembre 1859   | 24 febbraio 1860  | Federico VII  |
|                     |                | Carl Christian Hall (1812-1888)                 | Partito Nazionale Liberale     | Hall II               | 24 febbraio 1860  | 31 dicembre 1863  | Federico VII  |
|                     |                | Ditlev Gothard Monrad (1811-1887)               | Partito Nazionale Liberale     | Monrad                | 31 dicembre 1863  | 8 gennaio 1864    | Cristiano IX  |
|                     |                | George Quaade (1813-1889)                       | Indipendente                   | Monrad                | 8 gennaio 1864    | 11 luglio 1864    | Cristiano IX  |
|                     |                | Christian Albrecht Bluhme (1794-1866)           | Indipendente                   | Bluhme II             | 11 luglio 1864    | 6 novembre 1865   | Cristiano IX  |
|                     |                | Christian Emil Krag-Juel-Vind-Frijs (1817-1896) | Partito Popolare Conservatore  | Frijs                 | 6 novembre 1865   | 28 maggio 1870    | Cristiano IX  |
|                     |                | Otto Rosenørn-Lehn (1821-1892)                  | Partito Popolare Conservatore  | Holstein-Holsteinborg | 28 maggio 1870    | 11 giugno 1875    | Cristiano IX  |
| Fonnesbech          |                | Otto Rosenørn-Lehn (1821-1892)                  | Partito Popolare Conservatore  |                       | 28 maggio 1870    | 11 giugno 1875    | Cristiano IX  |
|                     |                | Frederick Moltke (1825-1875)                    | Partito Popolare Conservatore  | Estrup                | 11 giugno 1875    | 1 ottobre 1875    | Cristiano IX  |
|                     |                | Otto Rosenørn-Lehn (1821-1892)                  | Partito Popolare Conservatore  | Estrup                | 1 ottobre 1875    | 21 maggio 1892    | Cristiano IX  |
|                     |                | Tage Reedtz-Thott (1839-1923)                   | Højre                          | EstrupReedtz-Thott    | 21 maggio 1892    | 23 maggio 1897    | Cristiano IX  |
|                     |                | Niels Frederik Ravn (1826-1910)                 | Højre                          | Hørring               | 23 maggio 1897    | 27 aprile 1900    | Cristiano IX  |
|                     |                | Hannibal Sehested (1842-1924)                   | Højre                          | Sehested              | 27 aprile 1900    | 24 luglio 1901    | Cristiano IX  |
|                     |                | Johan Henrik Deuntzer (1845-1918)               | Venstre                        | Deuntzer              | 24 luglio 1901    | 14 gennaio 1905   | Cristiano IX  |
|                     |                | Frederik Raben-Levetzau (1850-1933)             | Venstre                        | Christensen I         | 14 gennaio 1905   | 12 ottobre 1908   | Cristiano IX  |
|                     | Christensen II | Frederik Raben-Levetzau (1850-1933)             | Venstre                        |                       | 14 gennaio 1905   | 12 ottobre 1908   | Cristiano IX  |
|                     |                | William Ahlefeldt-Laurvig (1860-1923)           | Venstre                        | Neergaard I           | 12 ottobre 1908   | 28 ottobre 1909   | Federico VIII |
| Holstein-Ledreborg  |                | William Ahlefeldt-Laurvig (1860-1923)           | Venstre                        |                       | 12 ottobre 1908   | 28 ottobre 1909   | Federico VIII |
|                     |                | Erik Scavenius (1877-1962)                      | Partito Social-Liberale Danese | Zahle I               | 28 ottobre 1909   | 5 luglio 1910     | Federico VIII |
|                     |                | William Ahlefeldt-Laurvig (1860-1923)           | Venstre                        | Berntsen              | 5 luglio 1910     | 21 giugno 1913    | Federico VIII |
|                     |                | Edvard Brandes (1847-1931)                      | Partito Social-Liberale Danese | Zahle II              | 21 giugno 1913    | 24 giugno 1913    | Cristiano X   |
|                     |                | Erik Scavenius (1877-1962)                      | Partito Social-Liberale Danese | Zahle II              | 24 giugno 1913    | 30 marzo 1920     | Cristiano X   |
|                     |                | Henri Konow (1862-1939)                         | Indipendente                   | Liebe                 | 30 marzo 1920     | 5 aprile 1920     | Cristiano X   |
|                     |                | Otto Scavenius (1875-1945)                      | Indipendente                   | Friis                 | 5 aprile 1920     | 5 maggio 1920     | Cristiano X   |
|                     |                | Harald Scavenius (1873-1939)                    | Venstre                        | Neergaard II          | 5 maggio 1920     | 9 ottobre 1922    | Cristiano X   |
|                     |                | Christian Cold (1863-1934)                      | Venstre                        | Neergaard II          | 9 ottobre 1922    | 23 aprile 1924    | Cristiano X   |
|                     |                | Carl Moltke (1869-1935)                         | Indipendente                   | Stauning I            | 23 aprile 1924    | 14 dicembre 1926  | Cristiano X   |
|                     |                | Laust Jevsen Moltesen (1865-1950)               | Venstre                        | Madsen-Mygdal         | 14 dicembre 1926  | 30 aprile 1929    | Cristiano X   |
|                     |                | Peter Rochegune Munch (1870-1948)               | Partito Social-Liberale Danese | Stauning II           | 30 aprile 1929    | 8 luglio 1940     | Cristiano X   |
| Stauning III        |                | Peter Rochegune Munch (1870-1948)               | Partito Social-Liberale Danese |                       | 30 aprile 1929    | 8 luglio 1940     | Cristiano X   |
| Stauning IV         |                | Peter Rochegune Munch (1870-1948)               | Partito Social-Liberale Danese |                       | 30 aprile 1929    | 8 luglio 1940     | Cristiano X   |
| Stauning V          |                | Peter Rochegune Munch (1870-1948)               | Partito Social-Liberale Danese |                       | 30 aprile 1929    | 8 luglio 1940     | Cristiano X   |
|                     |                | Erik Scavenius (1877-1962)                      | Indipendente                   | Stauning VI           | 8 luglio 1940     | 29 agosto 1943    | Cristiano X   |
| Buhl I              |                | Erik Scavenius (1877-1962)                      | Indipendente                   |                       | 8 luglio 1940     | 29 agosto 1943    | Cristiano X   |
| Scavenius           |                | Erik Scavenius (1877-1962)                      | Indipendente                   |                       | 8 luglio 1940     | 29 agosto 1943    | Cristiano X   |
| vacante             |                |                                                 |                                |                       |                   |                   | Cristiano X   |
|                     |                | Vilhelm Buhl (1881-1954) ad interim             | Socialdemocratici              | Buhl II               | 5 maggio 1945     | 7 maggio 1945     | Cristiano X   |
|                     |                | John Christmas Møller (1894-1948)               | Partito Popolare Conservatore  | Buhl II               | 7 maggio 1945     | 7 novembre 1945   | Cristiano X   |
|                     |                | Gustav Rasmussen (1895-1953)                    | Indipendente                   | Kristensen            | 7 novembre 1945   | 30 ottobre 1950   | Cristiano X   |
| Hedtoft I           |                | Gustav Rasmussen (1895-1953)                    | Indipendente                   |                       | 7 novembre 1945   | 30 ottobre 1950   | Cristiano X   |
| Hedtoft II          |                | Gustav Rasmussen (1895-1953)                    | Indipendente                   |                       | 7 novembre 1945   | 30 ottobre 1950   | Cristiano X   |
|                     |                | Ole Bjørn Kraft (1893-1980)                     | Partito Popolare Conservatore  | Eriksen               | 30 ottobre 1950   | 30 settembre 1953 | Federico IX   |
|                     |                | Hans Christian Svane Hansen (1906-1960)         | Socialdemocratici              | Hedtoft III           | 30 settembre 1953 | 8 ottobre 1958    | Federico IX   |
| Hansen I            |                | Hans Christian Svane Hansen (1906-1960)         | Socialdemocratici              |                       | 30 settembre 1953 | 8 ottobre 1958    | Federico IX   |
| Hansen II           |                | Hans Christian Svane Hansen (1906-1960)         | Socialdemocratici              |                       | 30 settembre 1953 | 8 ottobre 1958    | Federico IX   |
|                     |                | Jens Otto Krag (1914-1978)                      | Socialdemocratici              | Hansen II             | 8 ottobre 1958    | 3 settembre 1962  | Federico IX   |
| Kampmann I          |                | Jens Otto Krag (1914-1978)                      | Socialdemocratici              |                       | 8 ottobre 1958    | 3 settembre 1962  | Federico IX   |
| Kampmann II         |                | Jens Otto Krag (1914-1978)                      | Socialdemocratici              |                       | 8 ottobre 1958    | 3 settembre 1962  | Federico IX   |
|                     |                | Per Hækkerup (1915-1979)                        | Socialdemocratici              | Krag I                | 3 settembre 1962  | 28 novembre 1966  | Federico IX   |
| Krag II             |                | Per Hækkerup (1915-1979)                        | Socialdemocratici              |                       | 3 settembre 1962  | 28 novembre 1966  | Federico IX   |
|                     |                | Jens Otto Krag (1914-1978)                      | Socialdemocratici              | Krag II               | 28 novembre 1966  | 1 ottobre 1967    | Federico IX   |
|                     |                | Hans Tabor (1922-2003)                          | Socialdemocratici              | Krag II               | 1 ottobre 1967    | 2 febbraio 1968   | Federico IX   |
|                     |                | Poul Hartling (1914-2000)                       | Venstre                        | Baunsgaard            | 2 febbraio 1968   | 11 ottobre 1971   | Federico IX   |
|                     |                | Knud Børge Andersen (1914-1984)                 | Socialdemocratici              | Krag III              | 11 ottobre 1971   | 19 dicembre 1973  | Federico IX   |
| Jørgensen I         |                | Knud Børge Andersen (1914-1984)                 | Socialdemocratici              |                       | 11 ottobre 1971   | 19 dicembre 1973  | Federico IX   |
|                     |                | Ove Guldberg (1918-2008)                        | Venstre                        | Hartling              | 19 dicembre 1973  | 13 febbraio 1975  | Margherita II |
|                     |                | Knud Børge Andersen (1914-1984)                 | Socialdemocratici              | Jørgensen II          | 13 febbraio 1975  | 1 luglio 1978     | Margherita II |
|                     |                | Anker Jørgensen (1922-2016)                     | Socialdemocratici              | Jørgensen II          | 1 luglio 1978     | 30 agosto 1978    | Margherita II |
|                     |                | Henning Christophersen (1939-2016)              | Venstre                        | Jørgensen III         | 30 agosto 1978    | 26 ottobre 1979   | Margherita II |
|                     |                | Kjeld Olesen (1932)                             | Socialdemocratici              | Jørgensen IV          | 26 ottobre 1979   | 10 settembre 1982 | Margherita II |
| Jørgensen V         |                | Kjeld Olesen (1932)                             | Socialdemocratici              |                       | 26 ottobre 1979   | 10 settembre 1982 | Margherita II |
|                     |                | Uffe Ellemann-Jensen (1941)                     | Venstre                        | Schlüter I            | 10 settembre 1982 | 25 gennaio 1993   | Margherita II |
| Schlüter II         |                | Uffe Ellemann-Jensen (1941)                     | Venstre                        |                       | 10 settembre 1982 | 25 gennaio 1993   | Margherita II |
| Schlüter III        |                | Uffe Ellemann-Jensen (1941)                     | Venstre                        |                       | 10 settembre 1982 | 25 gennaio 1993   | Margherita II |
| Schlüter IV         |                | Uffe Ellemann-Jensen (1941)                     | Venstre                        |                       | 10 settembre 1982 | 25 gennaio 1993   | Margherita II |
|                     |                | Niels Helveg Petersen (1939-2017)               | Partito Social-Liberale Danese | Nyrup Rasmussen I     | 25 gennaio 1993   | 21 dicembre 2000  | Margherita II |
| Nyrup Rasmussen II  |                | Niels Helveg Petersen (1939-2017)               | Partito Social-Liberale Danese |                       | 25 gennaio 1993   | 21 dicembre 2000  | Margherita II |
| Nyrup Rasmussen III |                | Niels Helveg Petersen (1939-2017)               | Partito Social-Liberale Danese |                       | 25 gennaio 1993   | 21 dicembre 2000  | Margherita II |
| Nyrup Rasmussen IV  |                | Niels Helveg Petersen (1939-2017)               | Partito Social-Liberale Danese |                       | 25 gennaio 1993   | 21 dicembre 2000  | Margherita II |
|                     |                | Mogens Lykketoft (1946)                         | Socialdemocratici              | Nyrup Rasmussen IV    | 21 dicembre 2000  | 27 novembre 2001  | Margherita II |
|                     |                | Per Stig Møller (1942)                          | Partito Popolare Conservatore  | Fogh Rasmussen I      | 27 novembre 2001  | 23 febbraio 2010  | Margherita II |
| Fogh Rasmussen II   |                | Per Stig Møller (1942)                          | Partito Popolare Conservatore  |                       | 27 novembre 2001  | 23 febbraio 2010  | Margherita II |
| Fogh Rasmussen III  |                | Per Stig Møller (1942)                          | Partito Popolare Conservatore  |                       | 27 novembre 2001  | 23 febbraio 2010  | Margherita II |
| Løkke Rasmussen I   |                | Per Stig Møller (1942)                          | Partito Popolare Conservatore  |                       | 27 novembre 2001  | 23 febbraio 2010  | Margherita II |
|                     |                | Lene Espersen (1965)                            | Partito Popolare Conservatore  | Løkke Rasmussen I     | 23 febbraio 2010  | 3 ottobre 2011    | Margherita II |
|                     |                | Villy Søvndal (1952)                            | Partito Popolare Socialista    | Thorning-Schmidt I    | 3 ottobre 2011    | 12 dicembre 2013  | Margherita II |
|                     |                | Holger K. Nielsen (1950)                        | Partito Popolare Socialista    | Thorning-Schmidt I    | 12 dicembre 2013  | 30 gennaio 2014   | Margherita II |
|                     |                | Martin Lidegaard (1966)                         | Partito Social-Liberale Danese | Thorning-Schmidt II   | 30 gennaio 2014   | 28 giugno 2015    | Margherita II |
|                     |                | Kristian Jensen (1971)                          | Venstre                        | Løkke Rasmussen II    | 28 giugno 2015    | 28 novembre 2016  | Margherita II |
|                     |                | Anders Samuelsen (1967)                         | Alleanza Liberale              | Løkke Rasmussen III   | 28 novembre 2016  | 27 giugno 2019    | Margherita II |
|                     |                | Jeppe Kofod (1974)                              | Socialdemocratici              | Frederiksen I         | 27 giugno 2019    | in carica         | Margherita II |